# Tokunoshima
Tokunoshima (jap. 徳之島) ist eine zur Amami-Gruppe gehörende Insel im Pazifischen Ozean. Sie ist Teil der japanischen Präfektur Kagoshima.

## Geschichte
Ursprünglich war Tokunoshima Teil des Königreichs Ryūkyū, bis die Insel 1624 in das Tokugawa-Shogunat (Japan) eingegliedert wurde. Seit damals ist die Insel besonders bekannt für ihre Stierkampfform Tōgyū, bei der im Gegensatz zu den europäischen Stierkampfformen die Tiere gegeneinander antreten.

## Geographie

### Topographie
Tokunoshima hat eine Fläche von ca. 248 km² mit einer Ausdehnung von 25 km in Nord-Süd- und 18 km in Ost-West-Richtung.
Die höchste Erhebung der Insel ist der im Osten gelegene Inokawadake (井之川岳) mit einer Höhe von 645 m. Im Norden der Insel liegt zudem der Amagidake (天城岳) mit einer Höhe von 533 m.

### Demographie
Auf der Insel befinden sich drei Gemeinden: Tokunoshima im Osten, Amagi im Nordwesten und Isen im Süden. Deren Gesamteinwohnerzahl beläuft sich auf 21.617. Im Jahr 2020 betrug die Einwohnerzahl 21.803 Einwohner und war damit rückläufig gegenüber einer Zahl von 29.156 Einwohnern im Jahr 1995. Izumi Shigechiyo (泉重千代) und Hongō Kamato (本郷かまと), beide aus Isen-chō auf Tokunoshima, wurden einst im Guinness-Buch der Rekorde als die am längsten lebenden Menschen der Welt eingetragen. Da sich jedoch das Geburtsjahr von beiden nicht bestätigen ließ und vermutlich fehlerhaft war, wurden sie später wieder ausgetragen. Tokunoshima ist dennoch als „Insel der Langlebigkeit und des Stierkampfs“ bekannt.
| Jahr          | 1995   | 2000   | 2005   | 2010   | 2015   | 2020   |
| ------------- | ------ | ------ | ------ | ------ | ------ | ------ |
| Einwohnerzahl | 29.156 | 28.108 | 27.167 | 25.587 | 23.497 | 21.803 |

## Fauna

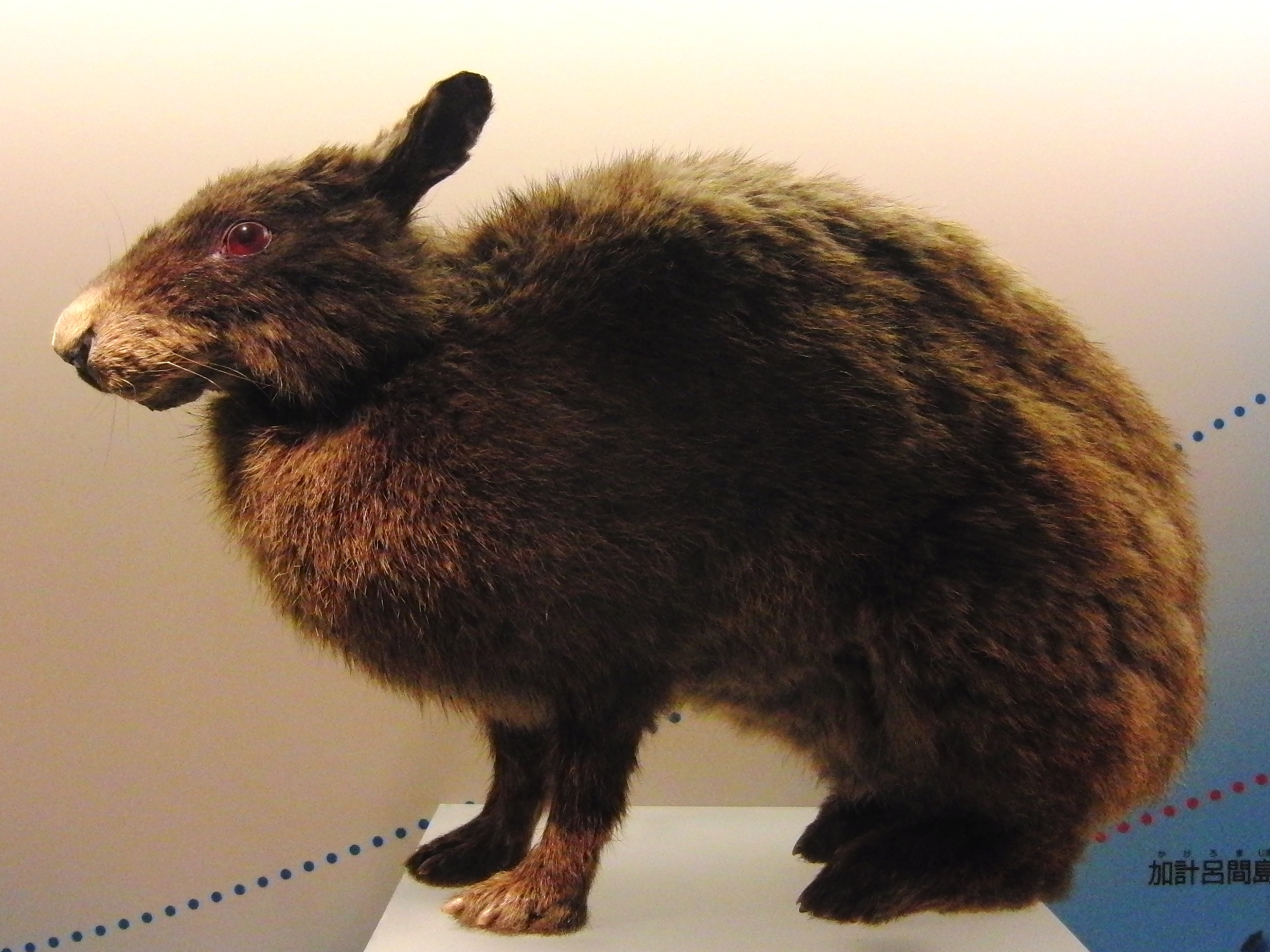
Ausgestopftes Ryukyu-Kaninchen

Große Teile der Insel liegen innerhalb des Amamiguntō-Nationalparks.
Das Ryukyu-Kaninchen (Pentalagus furnessi) lebt ausschließlich auf den beiden Inseln Tokunoshima und Amami-Ōshima. Auf der Roten Liste der IUCN und der nationalen Roten Liste gefährdeter Säugetiere Japans des japanischen Umweltministeriums wird die Art als stark gefährdet („endangered“) eingestuft. Außerdem auf Tokunoshima endemisch und stark gefährdet ist die Lidgeckoart Goniurosaurus splendens.  Ebenfalls auf den Amami-Inseln endemisch ist der Prachthäher (Garrulus lidthi), der von der IUCN als gefährdet eingestuft wird. Möglicherweise ist er auf Tokunoshima jedoch ausgestorben. Auf der Insel findet sich zudem die giftige Habuschlange und die als stark gefährdet bis gefährdet eingestufte Froschart Odorrana amamiensis.

## Wirtschaft

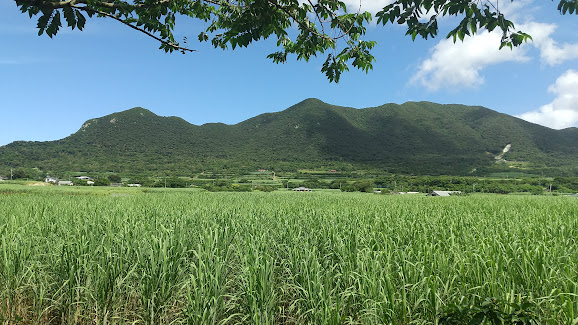
Zuckerrohranbau auf Tokunoshima

Die Wirtschaft Tokunoshimas konzentriert sich auf den Zuckerrohranbau. Darüber hinaus gibt es Obstplantagen unter anderem für „Tankan“ genannte Zitrusfrüchte (Citrus tankan).

## Verkehr
Tokunoshima ist über Fährverbindungen mit Nachbarinseln verbunden. Die Anlegestellen liegen in Tokunoshima im Südosten und in Amagi im Nordwesten. Entlang der Ostküste von Tokunoshima verläuft die Präfekturstraße 80, die im nördlichen Teil der Insel in die Präfekturstraße 629 übergeht. Auf der Westseite verläuft dagegen die Präfekturstraße 83. Im südlichen Teil der Insel quert zudem die Präfekturstraße 617.